# Эркетеневский улус
Эркетеневский (Еркетеневский) улус — административно-территориальная единица, существовавшая в Астраханской губернии и Калмыцкой автономной области.
Эркетеневский улус располагался на зиму у Састинских озер и около Белого озера (Цаган-Нур), в юго-восточной части степи. Летняя кочевка шла по худукам Балбарха, Джанай, Бархайн-Боро, Меклете, Адык, Санзыр и Яшкуль. Летом ставка располагалась в балке Элиста.

## История
Эркетеневский и Багацохуровский улусы находились во второй половине XVIII века во владении сыновей Дондук-Омбо, крестившихся и принявших фамилию и титул князей Дондуковых. Князь Алексей Дондуков в 1781 году умер бездетным. В оба улуса 1786 году поступили в казенное управление.
По данным 1896 года в улусе числилось 3430 кибиток, 8120 мужского и 7106 женского, а всего 15 226 душ.
Улус сохранился и в составе Калмыцкой автономной области. В 1923 году Эркетеневский улус был присоединен к Яндыко-Мочажному улусу в качестве аймака, однако в том же году Калмыцкий ЦИК вернулся к вопросу о восстановлении Эркетеневского улуса. Так, 28 марта 1923 года Президиум ЦИК Калмыцкой области постановил: «Предоставить Эркетеневскому аймаку Яндыко-Мочажного улуса право улуса» Постановлением Президиума ВЦИК от 14 января 1924 года Эркетеневский аймак вновь обрел право улуса с центром в Улан-Холе, в составе трех аймаков — Северного, Центрального и Южного
Эркетеневский улус был ликвидирован в 1930 году в связи с утверждением нового административно-территориального деления Калмыкии.
Улус сохранился и в составе Калмыцкой автономной области. Был ликвидирован в 1930 году в связи с утверждением нового административно-территориального деления Калмыкии.

## Население
Динамика численности населения
| 1896  | 1904  |
| ----- | ----- |
| 15226 | 17968 |

## Аймачное деление
Согласно Памятной книжке Астраханской губернии на 1914 год Малодербетовский[какой?] улус объединял 3 аймака:
- Овордыкский;
- Кеке-Усуновский;
- Гайдукский.